# 앙골라습지쥐
앙골라습지쥐(Dasymys nudipes)는 쥐과에 속하는 설치류의 일종이다. 앙골라와 보츠와나, 나미비아, 잠비아에서 발견된다. 자연 서식지는 아열대 또는 열대 기후 지역의 계절성 습윤 또는 홍수림 저지대 초원과 습지다. 서식지 감소로 위협을 받고 있다.